# الرؤاسي
أبو جعفر محمد بْن الحَسَن بْن أَبِي سارة الرُّؤاسيّ الكوفي، (؟؟؟ - 187 هـ/؟؟؟ - 803 م)، نحوي وشاعر ولغوي من أهل الكوفة، عاش في القرن الثاني الهجري وتُوفيّ في عهد الخليفة هارون الرشيد.

## سيرته
وُلِد في البصرة بالقرن الثاني الهجري ولا يُعرف سنة مولده، تعلم على يد عيسى بن عمر الثقفي، كان يهودياً فاعتنق الإسلام في بداية حياته، هُوّ ابن أخ معاذ الهراء وهُما من موالي محمد بن كعب القرظي. في شبابه انتقل من البصرة إلى الكوفة فأسس مدرسة النحو وكتب أوَّل كتاب في النحو هُناك وهُوّ كتاب الفيصل فأرسل له الخليل بن أحمد الفراهيدي من البصرة يطلب منه أن يبعث الكتاب إليه حتى يقرأه فأرسله وكان كتابه هذا معروفاً مُقدماً بين أهل الكوفة.
لُقِب بـ الرُّؤاسيّ لأنّه كان كبير الرأس، أشهر من تتلمذ وتعلم على يديه هُما الكسائي وأبو زكريا الفراء وقد روى أبو زكريا الفراء الكثير من الأخبار عنه، قيل إن سيبويه كان إذا ذكر في كتابه «قال الكوفي» فإنه لا يقصد إلا الرؤاسي.
له من الكتب والتصانيف غيرُ الفيصل; معاني القرآن والتصغير والوقف والابتداء الكبير والوقف والابتداء الصغير. تُوفيّ في الكوفة عام 187 هـ/803 م بعهد هارون الرشيد.
ترجم له عدد من المؤرخين منهم أبو البركات الأنباري في نزهة الألباء في طبقات الأدباء، وصلاح الدين الصفدي في الوافي بالوفيات، وياقوت الحموي في معجم الأدباء.
قال أبو حاتم الرازي عنه:
«كان بالكوفة نحوي يقال له أبو جعفر الرؤاسي وهو مطروح العلم ليس بشيء.»

## من أخباره
قال أبو زكريا الفراء عن طلبه للعلم عند الرؤاسي:
| الرؤاسي | لمّا خرج الكسائي إلى بغداد، قال لي الرؤاسي: قد خرج الكسائي وأنتَ أسنّ منه، فجئت إلى بغداد فرأيت الكسائي فسألته عن مسائل الرؤاسي فأجابني بخلاف ما عندي، فغمرت عليه قوماً كوفيين كانوا معي فرآني فقال لي: مالك قد أنكرتَ؟ لعلك من أهل الكوفة، قلتُ نعم. قال: الرؤاسي يقول كذا وكذا وليس صواباً. وسمعت العرب تقول كذا وكذا حتى أتى على مسائلي فلزمته.[8] | الرؤاسي |
روى محمد بن جعفر الأشعثي عن الرؤاسي أنّه قال:
«قلتُ لأبي جعفر محمد الباقر بن علي زين العابدين]]: إنَّ لي تجارةً بالنيل أ فأشتري بالنيل داراً؟ فقال: اشترِ ما ينفعك، فرب عزلةٍ كانت داعية خيرٍ، وإياك وجميع ما يعنيك، فأما لا يعنيك فإياك وإياه.»
قال الكسائي:
كان للرؤاسي امرأة من أهل النيل تزوجها بالكوفة وانتقلت إليه من النيل وشرطت عليه أنها تلم بأهلها في كل مدة فكانت لا تقيم عنده إلا القليل، ثم يحتاج إلى إخراجها وردها فمل ذلك منها وفارقها وقال فيها:
وقد قال صلاح الدين الصفدي بعد أن أورد هذه الأبيات في كتابه: «قلتُ: شِعرٌ مقبولٌ.»
وهُناك قصيدة أُخرى لأبي جعفر الرؤاسي يقُولُ فيها: